# Heinrich III. von Stein
Heinrich III. von Stein († August 1346 in Eichstätt) war Gegenbischof von Regensburg und Fürstbischof von Regensburg von 1340 bis 1345.
Die Wahl des Nachfolgers von Bischof Nikolaus von Ybbs führte zu einem Schisma. Die Mehrheit des Domkapitels entschied sich für Friedrich von Zollern, eine Minderheit für Heinrich III. und eine andere Minderheit für Hiltpolt von Haimberg, der aber sofort freiwillig verzichtete.
Während Friedrich von Zollern auf die Unterstützung des Regensburger Rates und des Papstes setzen konnte, hatte Heinrich III. Kaiser Ludwig den Bayern und die Mehrheit der Ministerialen hinter sich. Beide Bischöfe versuchten in den folgenden Jahren, Einfluss im Hochstift auszuüben und waren dazu verleitet, Schulden und Verpfändungen vorzunehmen, wo immer sie in dieser unsicheren Konstellation entsprechende Partner fanden. Donaustauf wurde von Friedrich beispielsweise an den dortigen Pfleger verpfändet, während es Heinrich III. gelang, die Burg einzunehmen, wobei er in der Folge in Gefangenschaft geriet, aber mit Hilfe des Kaisers wieder losgekauft werden konnte. Das Kloster Weltenburg ließ sich vorsichtshalber Rechte von beiden Bischöfen bestätigen. Das Hochstift war damit finanziell ruiniert. Schließlich verzichtete Heinrich III. 1345 auf die Bischofswürde und zog sich nach Eichstätt zurück, wo er ein Jahr später verstarb. Der Kaiser stellte keinen neuen Gegenbischof auf, sondern akzeptierte Friedrich von Zollern.
Stiftungen gehen in dieser Zeit auf das Bürgertum zurück, welches durch den Handel zu Wohlstand gekommen war. Verordnungen im Kloster Schönthal deuten auf die Bekämpfung der freikirchlichen Beginen und Begarden hin.